# Дієго Акоста
Дієго Емануель Акоста Куртідо (ісп. Diego Emmanuel Acosta Curtido, нар. 12 листопада 2002, Парагвай) — парагвайський футболіст, нападник російського клубу «Оренбург».

## Ігрова кар'єра

### Клубна
Дієго Акоста є вихованцем парагвайських клубів «Лібертад» та «Атлетіку Мінейру». На професійному рівні футболіст дебютував у Росії, куди він перебрався у 2022 році. Його першим професійним клубом став КАМАЗ, що виступав у Першій лізі. З яким футболіст підписав контракт до 2023 року.
У липні 2022 року Акоста як вільний агент перейшов до клубу РПЛ «Оренбург». 28 серпня 2022 року Акоста дебютував у Вищому дивізіоні у матчі проти московського «Локомотива».

### Збірна
У 2019 році у складі збірної Парагваю (U-17) Дієго Акоста брав участь у юнацькій першості Південної Америки, а також у юнацькому чемпіонаті світу, де його команда дісталась до чвертьфіналу.